# Paregnatius saltator
Paregnatius saltator är en insektsart som beskrevs av Bei-bienko 1951. Paregnatius saltator ingår i släktet Paregnatius och familjen gräshoppor. Inga underarter finns listade i Catalogue of Life.